# Netland
Netland (officieel: Netland Internet Services BV) is de eerste Nederlandse aanbieder van internetdiensten voor de zakelijke markt. In 2003 bestond Netland 10 jaar. Inmiddels heeft het bedrijf zich gespecialiseerd in niet-standaard hosting-oplossingen.
Vanaf de beginperiode heeft Netland zich geconcentreerd op Linux en open source. Netland is dan ook actief lid van de Vereniging Open Source Nederland en de Nederlandse Unix Gebruikersgroep (NUGG). Netland biedt tevens hostingdiensten op het Windows-platform aan.
Met ingang van 1 januari 2010 is Netland opgegaan in Infracom BV.